# Jardim Carmem
Jardim Carmem é um bairro localizado na cidade de São José dos Pinhais, região metropolitana de Curitiba, capital do estado brasileiro do Paraná, sendo um dos mais violentos do município.
Situa-se às margens da rodovia BR-376, no km 19,5 no sentido Curitiba - Joinville. Ao seu redor localizam-se os bairros: São Marcos I e II, Jardim Carmem II, Jardim Fabíola I e II, Jardim Aquárius, Barro Preto e Campo Largo da Roseira.
Um dos últimos povoados urbanos de São José dos Pinhais, localiza-se a dez quilômetros do complexo industrial Volkswagen/Audi, localizado no distrito de Campo Largo da Roseira.
Está distante do centro da cidade aproximadamente dez quilômetros e aproximadamente 25 quilômetros do centro da capital paranaense.